# Osmanie
Osmanie (em turco: Osmaniye) é uma cidade e distrito do sul da Turquia, capital da província homónima e faz parte da região do Mediterrâneo. O distrito tem 859 km² de área e em dezembro de 2021 tinha 279 992 habitantes (densidade: 326 hab./km²), dos quais 247 276 na cidade.